# دهستان مهر (مهر)
دهستان مهر نام دهستانی در بخش مرکزی شهرستان مهر، استان فارس در ایران است. براساس سرشماری مرکز آمار ایران در سال ۱۳۸۵، جمعیت آن ۲۷۰۵ نفر (۵۴۵ خانوار) بوده‌است.